# (34993) Euaimon
(34993) Euaimon (1973 SR1) – planetoida z grupy trojańczyków okrążająca Słońce w ciągu 11,82 lat w średniej odległości 5,19 j.a. Odkryta 20 września 1973 roku.